# Giannīs Skopelitīs
Giannīs Skopelitīs (in greco Γιάννης Σκοπελίτης?; Atene, 2 maggio 1978) è un ex calciatore greco, di ruolo centrocampista.

## Carriera
Ha giocato nella massima serie dei campionati greco, inglese e cipriota.